# Concón
Concón est une ville et une commune du Chili faisant parte de la conurbation de Valparaíso (Grand Valparaiso). Elle est rattachée administrativement à la province de Valparaíso et à la région de Valparaíso. Elle est réputée pour être la capitale gastronomique du Chili.
Le 21 août 1891, les troupes rebelles du Congrès y remportent une victoire sur les troupes gouvernementales, pendant la guerre civile chilienne de 1891. Augusto Pinochet y est enterré.